# Marco Barbarigo
Marco Barbarigo, beneški dož, * 1413, † 1486.